# Lana Prusakova
Lana Prusakova, född 10 juni 2000, är en rysk freestyleåkare.
Prusakova tävlade som en olympisk idrottare från Ryssland vid olympiska vinterspelen 2018 i Pyeongchang, där hon slutade på 14:e plats i slopestyle.